# Trespass (englische Band)
Trespass ist eine englische New-Wave-of-British-Heavy-Metal- und Hard-Rock-Band aus Sudbury, die seit 1979 mit Unterbrechungen aktiv ist.

## Geschichte
Die Vorläufe der Band gehen ein paar Jahre zurück, als die Brüder Mark (Gesang, E-Gitarre) und Paul Sutcliffe (Schlagzeug) mit ihrem Cousin Rick Sutcliffe am Bass die Gruppe Fusion bildeten, welche sowohl Coverversionen als auch eigenes Material spielte. Fusion hatte nie einen Auftritt. Das Trio lernte in einem Gitarren- und Musikladen den dort arbeitenden Dave Crawte kennen. Crawte war wiederum Schlagzeuger bei der Gruppe Black Mariah, wo auch der Gitarrist Nick Hodge spielte. Die Sutcliffe-Brüder, der Gitarrist Crawte und Hodge am Bass formten daraufhin die Band Track IV, die neben eigenen Songs auch Coverversionen von Thin Lizzy, UFO, Lynyrd Skynyrd, Status Quo und Deep Purple spielte. Anfang 1979 wurde Hodge durch Richard Penny ersetzt. Track IV spielte ihren ersten Auftritt am 11. März 1979 in einem lokalen Schultheater zugunsten von Amnesty International. Im April erfolgte nach dem Vorschlag Paul Sutcliffes die Umbenennung in Trespass.
Es folgten Auftritte im Osten Englands, bei denen zwar weiterhin Coverversionen, aber auch eigene Lieder wie etwa frühe Versionen von One of These Days… und Lightsmith gespielt wurden. Daraufhin bot Trial Records, ein junges Independent-Label, ihre Unterstützung an. Die Band begab sich daraufhin im Oktober in die Hillside Studios in Ipswich, wo die Lieder One of These Days…, Bloody Moon, Ace of Spades, Money und Bombay Mix aufgenommen wurden. Im Januar 1980 erschien die selbstfinanzierte Single One of These Days… mit dem Song Bloody Moon als B-Seite. Die Erstauflage der Single lag bei 2.000 Stück, woraufhin noch mehrere Nachpressungen erfolgten, sodass sich insgesamt rund 10.000 Exemplare absetzten. Als neuer Bassist war mittlerweile Cris Linscott in der Besetzung, während Steve Mills als Sänger zur Band gekommen war und Mark Sutcliffe sich nur noch auf das Spielen der E-Gitarre konzentrierte. Neu strukturiert begab sich die Band in die Spaceward Studios in Cambridge, wo unter anderem eine neue Version von One of These Days… sowie das neue Lied Stormchild, Lightsmith und Live It Up! aufgenommen wurden. Anfang 1980 wurde EMI auf die Gruppe aufmerksam und schloss sie auf ihrem Sampler Metal for Muthas Volume II mit der neuen Version von One of These Days… und dem Song Stormchild ein. Die Band war dabei die einzige des Samplers, die zwei Lieder beisteuern dürfte. Es folgten weitere Auftritte in Großbritannien, unter anderem auch im Londoner Marquee Club. Durch den Erfolg der ersten Single wurde die BBC hellhörig, woraufhin sie die Gruppe zu John Peel sowie in die Sendung Friday Rock Show am 2. Mai 1980 einlud. Sie spielte dabei neben den Songs One of These Days… und Stormchild die bisher unbekannten Songs Live It Up! und Visionary. Letztgenanntes Stück war später im Jahr auf dem BBC-Sampler Metal Explosion zu hören. Für EMI nahm die Band das Demo Through the Ages auf, das eine aus zehn Liedern bestehende Kompaktkassette ist. Die Gruppe konnte hierdurch jedoch keinen Vertrag bei dem Label erreichen. Nach ein paar Monaten verließ Steve Mills die Besetzung und wurde durch den Liverpooler Robert Eckland ersetzt. Gegen Ende des Jahres wurde die Doppel-A-Seite-Single Jealousy/Live It Up! in den Spaceward Studios in Cambridge aufgenommen und im selben Jahr veröffentlicht. Die Single hatte eine Auflage von 4.000 Stück. Durch den Weggang Millers und durch Interesse von  Michael Schenkers Management an dem Song Live It Up hatte sich die Veröffentlichung jedoch etwas verzögert. Obwohl mehrere Tausend Einheiten der ersten beiden Singles abgesetzt wurden, blieb ein Plattenvertrag aus. 1981 setzte sich die Suche nach einem Label fort. Mit Bob Irving als neuen Bassisten nahm die Gruppe in den Hillside Studios ein Demo, das die Lieder Bounty Hunter, Vendetta und Point of No Return enthält, auf, welches jedoch nie offiziell veröffentlicht wurde. Nach den Aufnahmen verließ Eckland die Besetzung. Die Band schrumpfte daraufhin permanent auf ein Quartett zusammen, da Mark Sutcliffe von nun an wieder den Gesang übernahm. Daraufhin erschien die selbstfinanzierte EP Bright Lights, die neben dem titelgebenden Lied die Songs The Duel und Man and Machine enthält. Die letzten beiden Stücke waren von der Band zuvor schon mehrfach live gespielt worden. Die Auflage von 2.000 Stück der EP war deutlich begrenzter als die der ersten beiden Singles. Aufgrund von musikalischen Differenzen verließ Bob Irving die Besetzung, woraufhin Dave Crawte den Bass bediente. Den Gesang übernahm nun Adrian Grimes aka Adrian Linden. Es folgten Demoaufnahmen von Songs wie After Dark, Turnin’ the Tables und I’m on the Outside. Nach dem plötzlichen Tod des Vaters der Sutcliffe-Brüder, Allan Sutcliffe, kam es 1982 zur Auflösung.
Im Anschluss arbeiteten die Sutcliffe-Brüder an weiteren Liedern. Ende 1986 gründeten sie zusammen mit Dave Crawte Blue Blud, doch Anfang 1992 löste sich die Band wieder auf. 1990 erwählte Lars Ulrich den Trespass-Song One of These Days für den von ihm zusammengestellten Sampler New Wave Of British Heavy Metal '79 Revisited. Etwa zur selben Zeit der Auflösung von Blue Blud erschien das Bootleg Live It Up mit unveröffentlichtem oder seltenem Liedmaterial von Trespass. Durch den Erfolg des Bootlegs, aber dessen schlechter Klangqualität, trafen sich die Mitglieder, gründeten das Label Alien Egg Records und veröffentlichten die Kompilation The Works, die aus den bisher erschienenen Singles (mit Ausnahme des Songs Man and Machine) und verschiedenen Demoaufnahmen besteht. Da auch diese Veröffentlichung auf reges Käuferinteresse stieß, erschien die Kompilation auch in Japan bei Pony Canyon mit dem Song Look Alive als Bonuslied. Die Band entschloss sich kurzerhand, wieder permanent aktiv zu sein, woraufhin 1993 das Album Head erschien. Im selben Jahr nahm die Band am Wacken Open Air teil. Im Folgejahr schlossen sich weitere Auftritte an, ehe es wieder stiller um die Band wurde. Für ein Konzert im August 1999 in Tokio zum 20. Jahrestag der New Wave of British Heavy Metal, an dem auch Praying Mantis, Tank und Samson teilnahmen, fand sich die Band wieder in Originalbesetzung zusammen. Im Jahr 2000 erschien die Kompilation The Works II bei Hellion Records, die aus Aufnahmen der frühen 1980er Jahre sowie Liedern mit dem kurzzeitigen Sänger Adrian Grimes besteht. Später löste sich die Band auf. 2004 erschien die Kompilation One of These Days: The Trespass Anthology bei Sanctuary Records.
Nachdem die Band von Mark Sutcliffe und Dave Crawte 2014 neu gegründet worden war, erschien im Jahr 2015 in Eigenveröffentlichung das Album Trespass und die Gruppe präsentierte sich auf dem Brofest. 2016 war Trespass auf dem Headbangers Open Air zu sehen. Im selben Jahr verließ Crawte aufgrund musikalischer Differenzen die Band, während der Gitarrist Paul Martin und der Schlagzeuger James Last ebenfalls ausschieden. Mit dem Schlagzeuger Jason Roberts, dem Gitarristen Joe Fawcett und dem Bassisten Daniel Biggin aka Danny B wurden daraufhin neue Songs aufgenommen. 2018 erschien über Mighty Music das nächste Album Footprints in the Rock.

## Stil
Laut Malc Macmillan in The N.W.O.B.H.M. Encyclopedia ist auf der Debütsingle eingängiges Material zu hören, das mit einem Fuß in den 1970ern, was man vor allem an den E-Gitarren, die an Thin Lizzy erinnern würden, merken würde, mit dem anderen in der New Wave of British Heavy Metal im Stil von Praying Mantis und gelegentlich Demon stehe. Die Single Jealousy sei lebhafter und metallischer, wodurch es den Anschein mache, als dass die Band nun vollkommen in der NWoBHM angekommen sei. Als Referenz-Band nannte er White Spirit. Das titelgebende Lied von Bright Lights biete eine interessante Gitarrenarbeit, wobei der Song insgesamt an die Musik von Soldier erinnere. Die folgenden Demoaufnahmen von After Dark, Turnin’ the Tables und I’m on the Outside seien deutlich melodischer und weniger „heavy“ ausgefallen. Auf Head hätte man leichte Thrash-Metal-Einflüsse eingearbeitet, sodass man mitunter Gemeinsamkeiten mit Metallica, Corrosion of Conformity und Pantera heraushöre. Dadurch habe man, vermutete er, versucht, moderner, kompakter und „heavier“ zu klingen.
Matthias Mader befand in NWoBHM New Wave of British Heavy Metal The glory Days, dass Bright Lights eine „Kombination von songschreiberischer Potenz, musikalischer Komplexität und gnadenlos hartem Riffing“ bietet. Die depressiven Texte würden dabei gut zur Musik passen. Head hingegen biete eine „krude[n] Mischung aus Metallica und Nirvana“.
Colin Larkin bezeichnete One of These Days… in seinem Buch The Guinness Who’s Who of Heavy Metal Second Edition als unentdeckten Klassiker seiner Zeit, der neueren Heavy Metal mit traditionellem Hard Rock verbunden habe.
Doug Stone von Allmusic empfand die Musik dieser Single als sei sie von „sündigen“ Blue Öyster Cult, wobei diese zum Gipfel der NWoBHM veröffentlicht worden sei. In The International Encyclopedia of Hard Rock and Heavy Metal wurden die Songs der ersten Singles sowie der EP als solider Hard Rock bezeichnet. Laut rockdetector.com ist die Band melodischer, als es für eine NWoBHM-Band üblich sei.
Martin Popoff meinte zu The Works in seinem Buch The Collector’s Guide of Heavy Metal Volume 3: The Nineties, dass es sich bei Trespass, neben Sweet Savage, um die beste NWoBHM-Band handelt, die es nicht zu einer Albumveröffentlichung geschafft habe. Zeitweise seien auch Gemeinsamkeiten mit Tygers of Pan Tang zu Zeiten des Sängers Jon Deverill vorhanden. Tom Küppers vom Metal Hammer schrieb in seiner Rezension zu Footprints in the Rock, dass der Metal, der hierauf zu hören ist, eher traditionell sei, da man „im moderat beschwingten Tempo mit jeder Menge Doppelgitarren“ spiele. Neben Stilkomponenten von Jaguar seien ihm auch gelegentlich Licks im Stil von Trivium aufgefallen. Matthias Mader vom Rock Hard rezensierte das Album ebenfalls und zählte Trespass zu den „verkannten Genies der NWOBHM“. Das Material komme zwar nicht an die früheren Songs heran, übertreffe jedoch Head, und man klinge noch immer typisch nach Trespass, was durchs Sutcliffes charismatischen Gesang und durch die „unverwechselbaren Gitarrenharmonien“ Sutcliffes und Fawcetts bewirkt werde. Sutcliffes Haupteinfluss an der E-Gitarre sei Ritchie Blackmore, was auf dem Album auch mehrfach deutlich werde. Gelegentlich arbeite man in die Songs auch progressivere Elemente ein. Leicht psychedelische Momente würden von der Atmosphäre her an Pink Floyd zu Zeiten von Syd Barrett erinnern. Eine Ausgabe später schrieb Mader über das Album, dass es sich erst nach mehreren Hördurchläufen vollkommen erschließt. Man könne es zwischen den klassischen Songs und dem „sperrigen Proto-Grunge“ von Head einordnen. Im Interview mit ihm gab Mark Sutcliffe an, dass es Trespass nie möglich war, einen eigenen Stil zu entwickeln. Während er, als Haupt-Songwriter des Albums, eher Bands wie Rainbow und Rush möge, schwanke die Band musikalisch zwischen kurzen, prägnanten und fast poppigen sowie längeren, verschachtelten und weniger Pop-beeinflussten Songs. Da er diese Mischung nicht habe opfern wollen, seien die Songs weniger zugänglich.

## Diskografie
- 1980: Jealousy/Live It Up! (Single, Trial Records)
- 1980: Through the Ages (Demo, Eigenveröffentlichung)
- 1980: One of These Days… (Single, Trial Records)
- 1981: Bright Lights (Single, Trial Records)
- 1992: The Works (Kompilation, Alien Egg Records)
- 1993: Head (Album, Alien Egg Records)
- 1999: Metal Crusade '99 (Split mit Praying Mantis, Tank und Samson, Pony Canyon)
- 2000: The Works II (Kompilation, Hellion Records)
- 2004: One of These Days: The Trespass Anthology (Kompilation, Sanctuary Records)
- 2015: Trespass (Album, Eigenveröffentlichung)
- 2018: Footprints in the Rock (Album, Mighty Music)